# 瑞奇·諾拉斯可
卡洛斯·安立奎·諾拉斯可（英語：Carlos Enrique Nolasco，1982年12月13日—），為前美國職棒大聯盟的投手，生涯曾效力過馬林魚、道奇、雙城與天使等隊。

## 職業生涯
2001年大聯盟選秀，他在第四輪被小熊隊選走。

### 佛羅里達/邁阿密馬林魚
2005年12月7日，小熊將諾拉斯可、瑟吉歐·米崔和Renyel Pinto交易到馬林魚，換來胡安·皮埃爾。2006年4月5日，諾拉斯可登上大聯盟，主投3局無失分。4月26日，他拿下大聯盟首勝。
2007年，諾拉斯可因為受傷缺席大半球季。2008年，他成為球隊的中繼投手。8月19日，他在轉任先發後投出一場2安打的完封勝。這年他拿下15勝，在國聯還能排進前五名。
2009年，諾拉斯可成為球隊開幕戰先發投手。9月30日，他單場投出16次三振，刷新隊史紀錄。2010年12月，他和球隊簽下3年的延長合約。2011年8月23日，諾拉斯可成為馬林魚隊史三振王。隔年5月22日，他成為隊史勝投王。該年他拿下12勝13敗，防禦率4.48。

### 洛杉磯道奇
2013年7月6日，馬林魚將諾拉斯可交易到道奇，換來Josh Wall、Steve Ames和Ángel Sánchez。他替道奇隊出賽15場比賽，拿下8勝3敗，防禦率3.52。

### 明尼蘇達雙城
2013年11月27日，括拉斯可和雙城簽下4年4900萬美元的合約。2014年，他的防禦率高達5.38。2015年，他因傷指先發8場比賽，防禦率高達6.75。2016年，他和菜鳥投手Tyler Duffey競爭先發輪值，後來諾拉斯可成功擠進5號先發。不過他的表現依舊沒有好轉，他在雙城隊只拿下15勝22敗。

### 洛杉磯天使
2016年8月1日，雙城將諾拉斯可和Alex Meyer交易到天使，換來Hector Santiago和阿倫·布塞尼茨。他整季的好球率只有39.1%，為大聯盟最低。
2017年，他成為球隊的開幕戰先發。但是這年他只拿下6勝15敗，防禦率4.92的糟糕成績，為職棒生涯最糟。

### 堪薩斯市皇家
2018年3月7日，諾拉斯可和皇家簽下小聯盟合約，但他在3月24日就遭到釋出。

### 亞利桑那響尾蛇
2019年2月8日，諾拉斯可和響尾蛇簽下小聯盟合約。他在這年受邀參加大聯盟春訓，後來在11月7日成為自由球員。

## 生涯投球成績
| 勝投 | 敗投 | 防禦率 | 出賽場次 | 先發 | 完投 | 完封 | 投球局數 | 安打 | 失分 | 自責分 | 全壘打 | 保送 | 三振 | 暴投 | 觸身球 |
| ---- | ---- | ------ | -------- | ---- | ---- | ---- | -------- | ---- | ---- | ------ | ------ | ---- | ---- | ---- | ------ |
| 114  | 118  | 4.56   | 330      | 312  | 12   | 6    | 1887.2   | 2045 | 1023 | 957    | 239    | 460  | 1513 | 52   | 56     |

## 個人生活
諾拉斯可的名字是來自於大聯盟歷史上首位選秀狀元瑞克·蒙戴，因為他是諾拉斯可父親的偶像。而諾拉斯可的哥哥也有參與過2001年的大聯盟選秀，並在第23輪被釀酒人選走。
諾拉斯可的主要球種為：四縫線快速球、伸卡球、指叉球、滑球和彈指曲球。

## 外部連結
- 球員資訊和成績在MLB，ESPN，Baseball-Reference，Fangraphs（英文）
- 瑞奇·諾拉斯可在台灣棒球維基館上的頁面（繁體中文）
- 瑞奇·諾拉斯可的X（前Twitter）